# Кабесан
Кабесан (порт.  Cabeção) - фрегезия (район) в муниципалитете Мора (Эвора) округа Эвора в Португалии. Территория – 47,44 км². Население   – 1 259 жителей. Плотность населения – 26,5 чел/км².